# Цветово пространство
Цветово пространство в техниката се нарича специфичната организация на цветовете. В съчетание с физическо устройство за възпроизвеждане, то позволява възпроизводимо представяне на цветовете, както в аналогов, така и в цифров вид. Цветовото пространство може да бъде произволно, като цветовете се ограничат до определен набор от цветове (цветова гама) със съответно име или число, като например колекцията от цветове на Пантон, популярна в печатарството, или се структурират чисто математически, като например системите NCS System, Adobe RGB или sRGB. Понятието е тясно свързано с цветовия модел – абстрактен математически модел, позволяващ цветовете да бъдат представени като поредици числа (например, три при RGB или четири в CMYK). Необходимо е да се подчертае, че ако не е свързан със съответна функция на изобразяването му в еталонно цветово пространство, цветовият модел е повече или по-малко произволна цветова система, несвързана с никаква общоприета цветова интерпретация. Когато към него се добави конкретна функция, която го изобразява в еталонното цветово пространство, се установява точно определен негов „отпечатък“, известен като гама, и така се получава цветово пространство за дадения цветови модел. Например sRGB, Adobe RGB и HSB са различни цветови пространства, всички основани на цветовия модел RGB. Тоест, не съществува само RGB цветово пространство, а то винаги е определено с допълнителни условия, например sRGB (разработено от Хюлет-Пакард и Майкрософт) или Adobe RGB, разработено от Adobe.
За нормален еталонен стандарт са приети цветовите пространства CIELAB или CIEXYZ, разработени специално, за да обхванат всички цветове, които средният човек може да види.

## Примери
Цветовете могат да бъдат пресъздадени при печат въз основа на CMYK цветови модел, който е субтрактивен, с помощта на основните цветове (циан (C), маджента (M), жълт (Y) и черен (K)). За да създадем триизмерно изображение на цветовото пространство, можем да определим количеството магента по X оста, количеството циан по оста Y, и количеството жълто по ос Z. В резултат се получава триизмерно пространство, в което всеки възможен цвят има уникална позиция, определена от трите координати.
Цветовете могат да бъдат пресъздадени на компютърни монитори въз основа на цветови модел RGB, който е адитивен, с помощта на три основни цвята (червен, зелен и син). Триизмерното представяне ще припише на всеки цвят координати X, Y и Z. Обърнете внимание, че цветовете, възпроизведени на монитора, ще бъдат ограничени от характеристиките на осветяване на дисплея, например фосфор (CRT-монитор) или филтри и задно осветление (LCD монитор).
Още един начин за създаване на цветове на монитора е с цветово пространство HSB, отново основано на RGB цветови модел, но с променливи тон (на английски: hue), наситеност (на английски: saturation) и яркост (на английски: brightness), при това в цилиндрични координати. То е по-интуитивно за човека и се илюстрира с обърнат конус. Цветовете са разположени по повърхнината на конуса, всеки под определен ъгъл на завъртане, наситеността характеризира интензивността на цвета и се измерва по оста на конуса в проценти от 0 до 100, а яркостта е процентът на бялото в цвета.